# Mordfall Susanna F.
Der Mordfall Susanna F. geschah am 23. Mai 2018. Die Leiche der 14-jährigen Susanna Maria F. wurde zwei Wochen später, am 6. Juni 2018, in Wiesbaden-Erbenheim gefunden. F. wurde laut Obduktionsbericht vergewaltigt und erwürgt. Der irakische Asylbewerber Ali Bashar gestand die Tötung. Er stand ab März 2019 wegen Mordes und Vergewaltigung vor dem Landgericht Wiesbaden und wurde am 10. Juli 2019 zu lebenslanger Haft unter Feststellung der besonderen Schwere der Schuld verurteilt.

## Tatumstände
Susanna F. wuchs in einer jüdischen Familie auf. Sie wohnte in Mainz und besuchte die Integrierte Gesamtschule Mainz-Bretzenheim, fehlte dort allerdings seit Februar 2018 öfter. Sie hatte eine Clique im zehn Kilometer entfernten Wiesbaden kennengelernt, zu der auch ein jüngerer Bruder Ali Bashars gehörte. Am Abend ihres Verschwindens soll sie nahe der Flüchtlingsunterkunft in Wiesbaden-Erbenheim gesehen worden sein, in der Bashars Familie wohnte.
Nachdem Susanna am 22. Mai nicht nach Hause gekommen war, meldete ihre Mutter sie am 23. Mai als vermisst. Die Polizei Hessen ging zunächst nicht von einem Verbrechen aus. Einen Tag später erhielt die Mutter WhatsApp-Nachrichten vom Mobiltelefon ihrer Tochter mit der Aufforderung, nicht nach ihr zu suchen. Die Mutter teilte den Behörden mit, dass dies nicht die Art sei, wie ihre Tochter schreibe. Tatsächlich war Susanna zu diesem Zeitpunkt bereits tot. Die auf Deutsch verfassten Nachrichten waren von Bashar geschrieben worden, der nach dem Mord das Mobiltelefon des Mädchens an sich genommen hatte.
Eine Bekannte von Susanna gab der Mutter am 29. Mai den Hinweis, der Leichnam liege an einem Bahngleis. Ein Polizeihubschrauber überflog daraufhin das Gebiet, fand aber nichts. Auch Spürhunde schlugen nicht an, der Leichnam emittierte wegen des sehr trockenen Wetters kaum Verwesungsgerüche. Es ist unklar, warum die Polizei keine größeren Anstrengungen unternahm, die Hinweisgeberin, die mit ihrer Familie im Urlaub war, näher zu befragen.
Letztlich verging bis zum Fund der Leiche noch mehr als eine Woche. Ein entscheidender Hinweis kam von einem weiteren Asylbewerber, dem afghanischen Staatsbürger Mansoor Q., der in derselben Unterkunft wohnte wie Bashar und der Polizei am 3. Juni berichtete, dieser habe ihm von der Tat erzählt. Die Angaben waren diesmal konkreter.
Am 6. Juni wurde der verscharrte Leichnam von Susanna schließlich neben Gleisen der Ländchesbahn in der Nähe der Flüchtlingsunterkunft im Südosten Wiesbadens gefunden. Das Mädchen war vergewaltigt und durch Gewalteinwirkung auf den Hals getötet worden.
Der Hinweisgeber wurde einen Monat später wegen gemeinschaftlich mit Bashar begangener Vergewaltigung eines anderen Mädchens festgenommen. Sein zunächst angegebenes Alter von 13 Jahren wurde auf 14 Jahre korrigiert.

## Täter
Der Täter ist irakischer Staatsbürger und nannte sich gegenüber deutschen Behörden Ali Bashar. Er war im Oktober 2015 im Zuge der damaligen Flüchtlingskrise als Teil einer zehnköpfigen Familie nach Deutschland gekommen. Laut eigenen – wie sich später herausstellte, wahrheitswidrigen – Angaben war kein Mitglied der Familie im Besitz eines Ausweisdokuments. Der von einer deutschen Behörde registrierte Familienname war falsch. Unklar ist, ob die Familie gezielt falsche Angaben zu ihrer Identität machte oder ob es sich um ein Missverständnis seitens der Behörde handelte. Grund für das ebenfalls falsch registrierte Geburtsdatum von Ali Bashar – 03.11.1997 statt richtig 11.03.1997 – war wohl eine Fehlinterpretation der international verwendeten Form 11/03/1997. Er war zur Tatzeit damit nicht wie zunächst angegeben 20, sondern bereits 21 Jahre alt, weshalb die Anwendung des Jugendstrafrechts ausgeschlossen war.
Alle Mitglieder der Familie stellten schließlich nach mittlerweile fast einem Jahr in Deutschland im September 2016 Asylanträge. Sie wurden im Dezember 2016 für die Eltern und sieben ihrer acht Kinder, darunter Ali Bashar, abgelehnt. Dagegen reichte die Familie Anfang 2017 über einen Anwalt Klage beim Verwaltungsgericht Wiesbaden ein. Die Klageschrift enthielt statt einer Begründung nur die Ankündigung, dass diese folgen werde. In den 17 Monaten bis zur Wiederausreise nach der Tat wurde eine Begründung allerdings nie beigebracht. Obwohl die fehlende Begründung binnen eines Monats nachgereicht und die Klage nach fruchtlosem Verstreichen dieser Frist von Amts wegen ohne Weiteres hätte abgewiesen werden müssen, blieb das Verwaltungsgericht untätig und das vorläufig aufenthaltsgestattende Verfahren weiter anhängig.

## Flucht und Festnahme des Täters
Bashar flog mit seinen Eltern und fünf Geschwistern am 2. Juni – zehn Tage nach der Tat – über den Flughafen Düsseldorf zunächst nach Istanbul. Zuvor hatten sich die Familienmitglieder vom irakischen Generalkonsulat in Frankfurt Passersatzpapiere auf ihre richtigen Namen ausstellen lassen. Dabei legten sie irakische Identitätsdokumente vor, in deren Besitz sie sich laut ihren Angaben gegenüber deutschen Behörden gar nicht hätten befinden sollen. Dass die Flugtickets – die auf die richtigen Namen ausgestellt waren – auf andere Namen lauteten als die gleichzeitig vorgelegten Aufenthaltspapiere für Deutschland, führte bei der Ausreise nicht zu Nachfragen. Von Istanbul flog die Familie weiter nach Erbil im Irak – das Land, aus dem sie zwei Jahre zuvor wegen angeblicher Gefahr für Leib und Leben geflohen waren – und reiste in ihre Heimatstadt Zaxo in der Autonomen Region Kurdistan weiter. Dort verhafteten kurdische Sicherheitskräfte Ali Bashar am frühen Morgen des 8. Juni 2018.
Am 9. Juni 2018 wurde er vom Flughafen Erbil aus unter Begleitung von Dieter Romann, dem Präsidenten des Bundespolizeipräsidiums, und Beamten der Bundespolizei nach Frankfurt geflogen und anschließend nach Wiesbaden überführt. Da es kein Auslieferungsabkommen zwischen Deutschland und dem Irak gibt, wurden wegen dieses Vorgangs mehrere Anzeigen gegen Romann und die eingesetzten Beamten eingereicht. Romann zufolge wurde Bashar nicht ausgeliefert, sondern von den kurdischen Behörden abgeschoben. Außerdem sei er während des Flugs nicht gefesselt gewesen und freiwillig an Bord geblieben. Die Beamten hätten nur die Sicherheit der anderen Passagiere gewährleistet. Gegen Romann und zehn Beamte, darunter fünf Angehörige der Spezialeinheit GSG 9, wurde ein Ermittlungsverfahren wegen Freiheitsberaubung eingeleitet. Das Verfahren wurde im Januar 2019 gemäß § 170 Abs. 2 der Strafprozessordnung durch die Staatsanwaltschaft Frankfurt am Main mit Hinweis auf die Zuständigkeit der Bundespolizei für die Entgegennahme einer abzuschiebenden Person gemäß § 71 Absatz 3 Nummer 1d Aufenthaltsgesetz eingestellt.
Nach Angaben des Polizeichefs der Stadt Dohuk hatte Bashar dort ausgesagt, von Susanna F. Geschlechtsverkehr gefordert und sie wenig später erwürgt zu haben. Bei den Vernehmungen in Deutschland gestand er die Tötung, bestritt aber die Vergewaltigung.

## Prozess
Am 22. Januar 2019 erhob die Staatsanwaltschaft Wiesbaden Anklage wegen Mordes und Vergewaltigung gegen Bashar. Zu Beginn des Prozesses unter dem Vorsitz des Richters Jürgen Bonk am 12. März 2019 gab Bashar die Tötung Susannas zu. Er habe sie von hinten angegriffen und erwürgt. Freundinnen und Bekannte des Opfers sagten im Prozess aus, Susanna habe zuerst Kontakte zum jüngeren Bruder des Angeklagten geknüpft und sich in ihn verliebt. Der sei jedoch nicht an einer festen Beziehung interessiert gewesen. Dabei habe sich Kontakt zu Ali Bashar ergeben. Susanna habe jedoch Angst vor ihm gehabt und berichtet, er habe sie gegen ihren Willen „befummelt“.
Bashar erklärte dagegen, er habe eine Beziehung mit Susanna F. gehabt. In der Tatnacht sei es zu einvernehmlichem Geschlechtsverkehr gekommen. Ein Mithäftling sagte hingegen im Prozess aus, Bashar habe ihm gegenüber nicht nur den Mord, sondern auch die Vergewaltigung zugegeben.

### Gutachten zur Persönlichkeit
Das Gutachten einer Fachärztin für Psychiatrie, die mehr als 15 Stunden mit Ali Bashar gesprochen hatte, diagnostizierte eine dissoziale Persönlichkeitsstörung mit starken psychopathischen Zügen. Sie beschrieb ihn als egozentrisch, manipulativ und empathielos. Er habe keine Interessen, die über das eigene Wohlergehen hinausgingen, sei „ausgeprägt selbstbezogen“, pflege einen „ausbeuterisch-parasitären Lebensstil“, sei „auf die eigene Bedürfnisbefriedigung fixiert“ und lasse sich „vom Staat alimentieren“. 
So habe er aus purer Faulheit seit Kindheitstagen weder die Schule besucht noch sei er längere Zeit einer Arbeit nachgegangen. Über die Tötung von Susanna habe er kühl, sachlich, emotionslos und ohne Reue gegenüber Susanna oder ihrer Familie gesprochen: „Ich hab’ nur ein Mädchen totgemacht.“ Er verachte Frauen und sehe ihre Rolle im Kochen, Putzen und Daheimbleiben. Ferner sollten Frauen seiner Ansicht nach keinen Kontakt zu anderen Männern haben und Jungfrau sein. Er sei zudem überzeugt, in Deutschland könne man Sex mit jedem Mädchen haben, ohne Konsequenzen befürchten zu müssen. Man erhalte Geld, ohne zu arbeiten, und komme jederzeit problemlos an Alkohol und Drogen.

### Urteil
Das Landgericht Wiesbaden verurteilte Ali Bashar am 10. Juli 2019 wegen Mordes und Vergewaltigung zu einer lebenslangen Haftstrafe mit Feststellung der besonderen Schwere der Schuld und behielt außerdem die Anordnung der Sicherungsverwahrung vor. Jeweils 50.000 Euro Hinterbliebenengeld hat er an die Mutter und die Halbschwester der Ermordeten zu zahlen. Die von Bashar gegen das Urteil eingelegte Revision verwarf der Bundesgerichtshof am 12. Mai 2020, das Urteil wurde damit rechtskräftig.

## Reaktionen
Bundeskanzlerin Angela Merkel (CDU) erklärte, der Fall sei eine Aufforderung an alle, Integration ernst zu nehmen und für gemeinsame Werte einzustehen: „Wir können nur zusammenleben, wenn wir uns gemeinsam an unsere Gesetze halten.“ Bundesinnenminister Horst Seehofer (CSU) sagte, ihm sei es mit Blick auf den Tatverdächtigen wichtig, dass sich aufgrund der internationalen Zusammenarbeit kein Krimineller – „egal an welcher Stelle der Welt“ – sicher fühlen könne.
Die Mutter von Susanna wandte sich Anfang 2019 in einem offenen Brief direkt an Angela Merkel, in dem sie schrieb, an Merkels Händen klebe Blut. Im Gegensatz zum Bundespräsidenten reagierte Merkel nicht auf den Brief.
Stefan Kuzmany vom Spiegel sah keine Schuld Merkels an dem Mord, da ihre Flüchtlingspolitik im Grundsatz richtig gewesen sei. Die in der Folge dieser Politik gemachten Fehler habe Merkel aber zu verantworten und diese Fehler seien nicht glaubhaft aufgearbeitet worden. So trage Merkel Mitverantwortung dafür, dass Fälle wie dieser Mord Rechtspopulisten Aufwind gäben.
Der Fall, über den auch in ausländischen Medien wie der New York Times berichtet wurde, befeuerte die seit 2015 geführte Diskussion über die deutsche Flüchtlingspolitik und die Frage nach der Kriminalitätsrate unter Zuwanderern. Das ZDF brachte am 13. März 2019 in der Reihe ZDFzoom die Reportage Der Fall des Flüchtlings Ali B. – Ein Verbrechen und seine Vorgeschichte.

## Strafverfolgung eines weiteren Vergewaltigungsfalls
Anfang Juli 2018 erhärtete sich der schon zuvor bestehende Verdacht, dass Ali Bashar im März und noch einmal im Mai 2018 in der Flüchtlingsunterkunft eine elfjährige Deutsche vergewaltigt hatte. In diesem Zusammenhang wurde ihm ein weiterer Haftbefehl eröffnet. Als sich zudem der Verdacht erhärtete, dass der afghanische Asylbewerber Mansoor Q., der der Polizei vom Mord an Susanna F. berichtet hatte, an der zweiten Vergewaltigung dieses Mädchens im Mai unmittelbar beteiligt war, wurde dieser ebenfalls in Untersuchungshaft genommen. Aus den Ermittlungen ging schließlich hervor, dass Q. die elfjährige Deutsche noch ein weiteres, für das Mädchen drittes Mal, vergewaltigt hatte, dieses Mal gemeinsam mit einem zwölfjährigen Bruder von Ali Bashar.
Im Oktober 2019 ergingen die Urteile in diesen Vergewaltigungsfällen: Der bereits wegen Mordes zu lebenslanger Haft verurteilte Ali Bashar wurde schuldig gesprochen und zu einer weiteren Haftstrafe von sieben Jahren und sechs Monaten verurteilt. Q., der zum Tatzeitpunkt minderjährig war, wurde ebenfalls schuldig gesprochen und zu vier Jahren und sechs Monaten Jugendhaft verurteilt. Der Bruder von Ali Bashar war aufgrund seines Alters schuldunfähig bzw. strafunmündig.